# Dedza
Dedza – miasto w Malawi, w pobliżu granicy z Mozambikiem, ośrodek administracyjny dystryktu Dedza. Mieszka tu 30,9 tys. osób (stan z 2018 roku). W pobliżu miasta znajdują się rysunki naskalne Chongoni, wpisane na listę światowego dziedzictwa UNESCO.